# Bibliothèque Marguerite-Durand

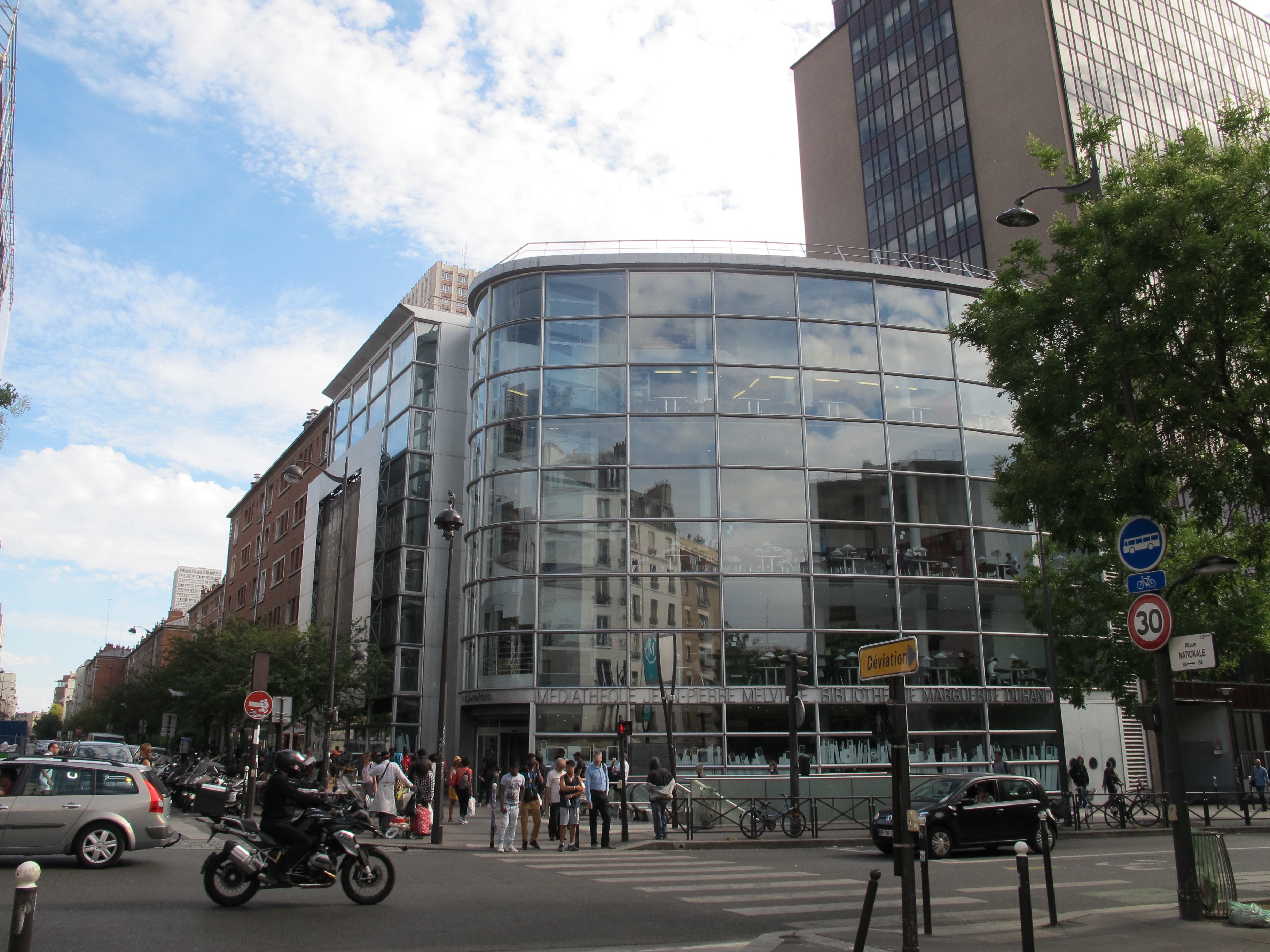
Bibliothèque Marguerite-Durand

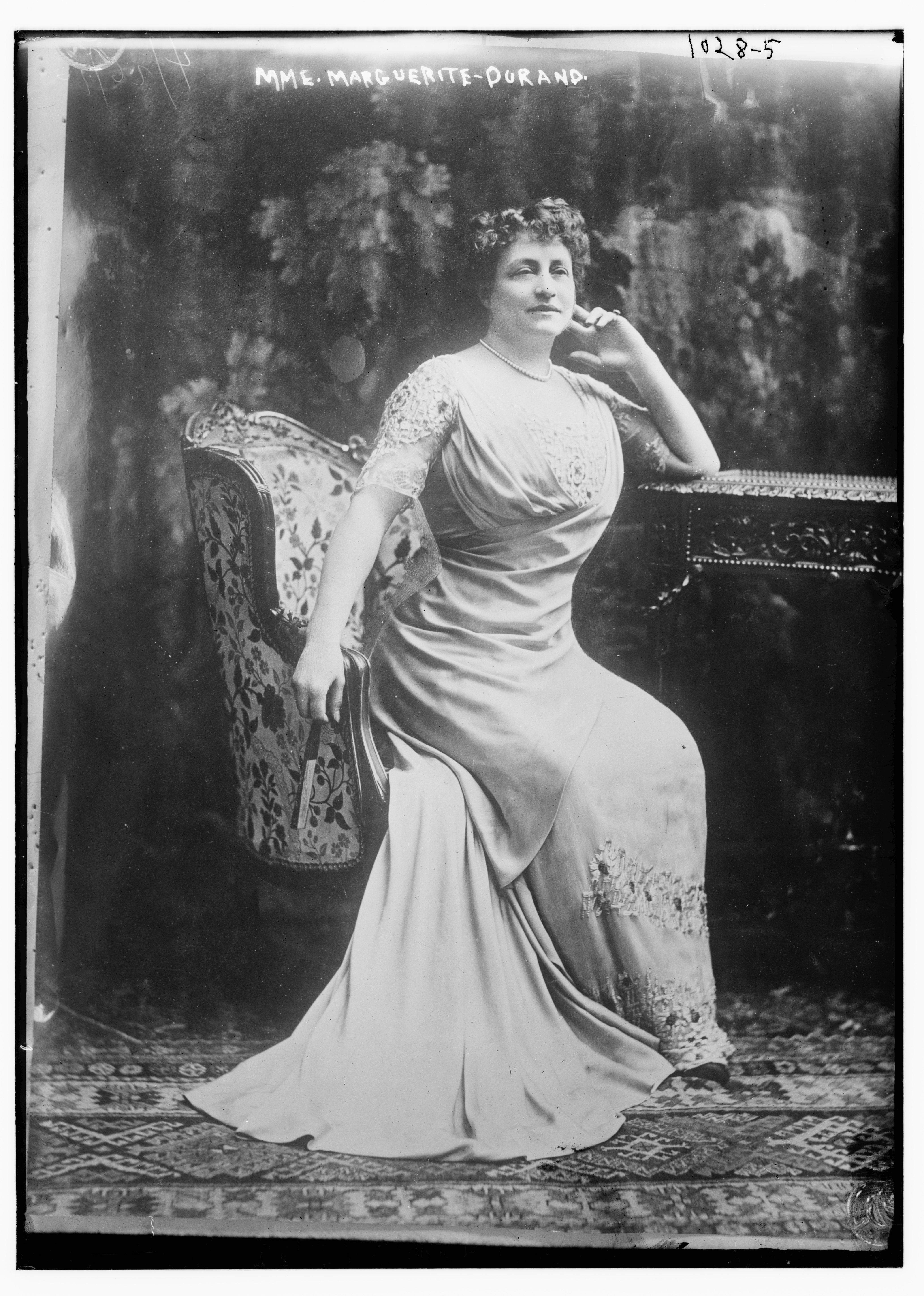
Marguerite Durand

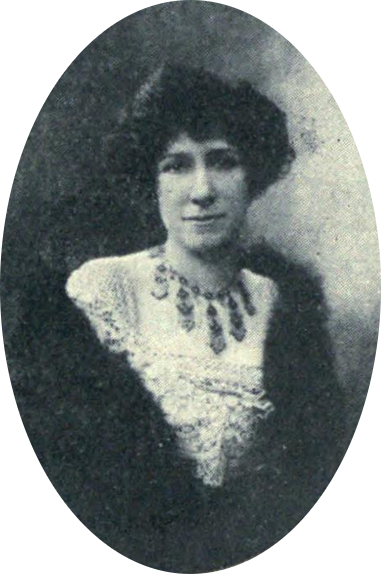
Thilda Harlor

Die Bibliothèque Marguerite-Durand (BMD) ist eine Bibliothek zur Geschichte der Frauen, des Feminismus und der Geschlechter, die zum Netz der Erb- und Spezialbibliotheken der Stadt Paris gehört. Sie wurde 1932 gegründet, um die Schenkung der Journalistin und Frauenrechtlerin Marguerite Durand an die Stadt Paris zu ihren Lebzeiten zu bewahren.

## Lage
Von 1932 bis 1989 war sie im Rathaus des 5. Arrondissements untergebracht. Seitdem befindet sie sich in der Rue Nationale 79 an der Kreuzung mit der Rue de Tolbiac. In dem Gebäude im Quartier de la Gare (13. Arrondissement von Paris) befindet sich auch die Médiathèque Melville.

## Geschichte
Kurz nach der Gründung ihrer Zeitung La Fronde im Jahr 1897 richtete Marguerite Durand in den Räumen der Zeitung in der Rue Saint-Georges 14 (9. Arrondissement) eine kleine Bibliothek ein, die hauptsächlich von ihren Mitarbeiterinnen genutzt werden sollte. Durand und diese stellten dokumentarische, thematische und biografische Dossiers zusammen. In ihren Kolumnen appellierte La Fronde an ihre Leserschaft, dieser Bibliothek selbstverfasste oder überzählige Werke über Frauen und Feminismus zu spenden. Diese Dokumentation über die Geschichte der Frauen bildete das erste feministische Dokumentationsbüro Frankreichs. Marguerite Durand leitete es bis zu ihrem Tod im Jahr 1936 ehrenamtlich.
Durand sammelte und bewahrte ihr ganzes Leben lang Dokumente auf, die sie erwarb oder geschenkt bekam, sei es aus der Presse oder aus freundschaftlichen oder kämpferischen Motiven. Da sie nicht wollte, dass ihre Sammlungen nach ihrem Tod verstreut oder vernichtet werden, schenkte sie sie noch zu Lebzeiten der Stadt Paris. Die Schenkung wurde vom Stadtrat in seiner Sitzung vom 31. Dezember 1931 angenommen. Eine Beschreibung der Schenkung wurde im Amtsblatt der Stadt vom 17. Januar 1932 veröffentlicht.
Von 1932 bis 1989 war die Bibliothek im Obergeschoss des Rathauses des 5. Arrondissements an der Place du Panthéon untergebracht. Nach dem Tod Durands  wurde die Schriftstellerin und Journalistin Thilda Harlor ihre Nachfolgerin. Harlor hatte dieses Amt bis 1945 inne. Während des Zweiten Weltkriegs und der Besatzungszeit zogen die Deutschen in das Rathaus ein und die Bibliothek wurde geschlossen. Erst 1964 wurden die Bestände und Akten sortiert und geordnet, nachdem ein Teil der Sammlungen in Unordnung geraten und zerstört worden war.
Yolande Léautey leitete die Bibliothèque Marguerite-Durand etwa zwanzig Jahre lang, „zunächst allein, dann mit sehr wenig Personal und finanziellen Mitteln“, wie Annie Metz, die spätere Direktorin, feststellte.
1983 wurde Simone Blanc ihre Nachfolgerin. Sie erhielt mehr fest angestellte Mitarbeiter, Mittel für Ankäufe und ein Budget für die Konservierung, das es bis dahin kaum gegeben hatte. Sie begann auch mit der Mikroverfilmung empfindlicher Dokumente und der Restaurierung der Fotografien in den Sammlungen. Nachdem sie auf das Alter und die Enge der Bibliothek unter dem Dach des Rathauses aufmerksam gemacht hatte, forderte sie erfolgreich den Umzug in bessere Räumlichkeiten.
Die Bibliothek zog 1989 in das 13. Arrondissement, wo sie sich mit der Mediathek Jean-Pierre-Melville ein Gebäude mit großen Fensterfronten teilte, wobei die Bibliothek im obersten Stockwerk und die Mediathek in den unteren Stockwerken untergebracht waren. Ende des Jahres übernahm Annie Metz von Simone Blanc die Leitung.
2016 fasste die Pariser Stadtverwaltung einen Plan ins Auge, um die Bestände feministischer Literatur umzuorganisieren. Nach Widerständen von Seiten feministischer Gruppen um Christine Bard wurde das Projekt 2017 abgesagt.
Von 2019 bis Januar 2020 war die Bibliothek wegen Renovierungsarbeiten geschlossen. Kurz nach der Wiederöffnung musste sie wegen der COVID-19-Pandemie erneut schließen; dem folgte nach kurzer Öffnung die weitere Schließung im zweiten Lockdown.
Im Jahr 2020 trat Carole Chabut die Nachfolge von Annie Metz als Direktorin an. Die Sammlungen werden regelmäßig durch Ankäufe und Schenkungen erweitert.

## Sammlung
Die Bibliothek bewahrt zahlreiche Dokumente auf, darunter auch Manuskripte. Die ältesten Bücher gehen auf das 17. Jahrhundert zurück. Insbesondere folgende Werke befinden sich in ihrem Bestand: Observations diverses sur la stérilité, perte de fruict, fécondité, accouchements et maladies des femmes (1609) von Louise Bourgeois, der Hebamme von Maria von Medici, De l’égalité des deux sexes (1673) von François Poullain de La Barre, die Werke von Olympe de Gouges, Cahiers de Doléances (Beschwerdehefte) von Frauen oder auch die Werke von Flora Tristan.
Die Sammlungen umfassen:
- Über 45.000 Bücher und Broschüren, die seit dem 17. Jahrhundert herausgegeben wurden, zum Thema Feminismus (Geschichte der Kämpfe, Biografien von Aktivistinnen, feministische Theorie usw.), zum Platz und zur Rolle der Frauen in der Gesellschaft, in der Kunst, in der Wissenschaft, im Sport, auf Reisen usw. Die Bibliothek besitzt zahlreiche Originalausgaben literarischer Werke, die von Frauen geschrieben wurden.
- 1100 Titel von Zeitschriften für Frauen und Feministinnen, Aktivistinnen und Forscherinnen, die seit dem 18. Jahrhundert herausgegeben wurden, darunter einige sehr seltene Titel wie La Spectatrice (1728–1729), La Femme libre (1832–1834) oder La Voix des femmes (1848). Die Bibliothek bewahrt fast alle französischen feministischen Titel des 19. und 20. Jahrhunderts auf, darunter für die „erste Welle“ Le Droit des femmes, gegründet 1869, La Citoyenne, gegründet 1881 von Hubertine Auclert, einer der ersten französischen Suffragetten, La Fronde (1897–1905), gegründet von Marguerite Durand, La Française, gegründet 1906 von Jane Misme, La Suffragiste, gegründet 1908 von Madeleine Pelletier, sowie für die Titel der Frauenbefreiungsbewegung: Le torchon brûle, Histoires d’elles, Sorcières, Les Femmes s’entêtent, Des femmes en mouvements, F Magazine, Questions féministes, Nouvelles Questions féministes, Le Quotidien des femmes, Les Cahiers du Grif etc.
- Über 5000 Dokumentendossiers, die seit der Gründung von La Fronde angelegt wurden und nach Persönlichkeiten und Themen geordnet sind; sie enthalten zahlreiche Presseausschnitte, Flugblätter, biografische Notizen, Vereinssatzungen, Einladungen, Programme usw. Sie bieten Forschern eine reiche Dokumentation zu sehr unterschiedlichen Themen.
- 4500 autographe Briefe und Manuskripte, von Schriftstellerinnen, Künstlerinnen, Wissenschaftlerinnen, Reisenden, Feministinnen, Politikerinnen, Journalistinnen (George Sand, Louise Colet, Louise Michel, Sarah Bernhardt, Colette, Alexandra David-Néel usw.).
- Eine Sammlung alter und moderner Ikonografie: Porträts von Schriftstellerinnen, Künstlerinnen, Politikerinnen, feministische Forderungen und Demonstrationen, Frauen bei der Arbeit, regionale Mode und Kostüme usw. anhand von 3500 Postkarten, 4500 Fotografien, über 1200 Plakaten und einer Sammlung verschiedener Ikonografien (Zeichnungen, Stiche, illustrierte Zeitungen).
- Gemälde, Stiche, Kunstgegenstände, feministische Propagandamaterialien: Briefmarken, illustrierte Löschblätter, ein Gänsespiel und ein suffragistischer Fächer.
- Eine Büste von Marguerite Durand, die 1897 von Leopold Bernstamm angefertigt wurde.[10]
- Die Bibliothek verfügt über mehr als 70 Archivbestände von Vereinigungen und Persönlichkeiten, darunter Victoire Tinayre, Anaïs Nin, Nelly Roussel, Jane Misme, Eugénie Cotton, Jeanne Chaton, Thérèse Clerc[13] oder Anne Zelensky[14].[12]

Im Oktober 2022 erhielt die Bibliothèque Marguerite-Durand für ihre gesamte Sammlung das CollEx-Siegel.
Neben der Bibliothèque Marguerite-Durand sind als weitere Archive zu nennen:
- der Nachlass von Marie-Louise Bouglé in der Bibliothèque historique de la ville de Paris;
- die Bibliotheken der Maison des femmes und der Vereinigung Archives recherches et cultures lesbiennes und
- das Centre des archives du féminisme in Angers.

Eine Auflistung der Bestände befindet sich unter Paris – Bibliothèques patromoniales.

## Leitung
- bis 1936: Marguerite Durand
- bis 1945: Thilda Harlor
- von 1964 bis 1983: Yolande Léautey
- bis 1989: Simone Blanc
- bis 2020: Annie Metz
- seitdem: Carole Chabut